# San Francisco, Aquismón
San Francisco är en ort i Mexiko.   Den ligger i kommunen Aquismón och delstaten San Luis Potosí, i den centrala delen av landet, 230 km norr om huvudstaden Mexico City. San Francisco ligger 887 meter över havet och antalet invånare är 380.
Terrängen runt San Francisco är kuperad norrut, men söderut är den bergig. Runt San Francisco är det ganska tätbefolkat, med 90 invånare per kvadratkilometer. Närmaste större samhälle är Xilitla, 15,8 km sydost om San Francisco. I omgivningarna runt San Francisco växer i huvudsak städsegrön lövskog.